# Eduard Teodorowitsch Winokurow

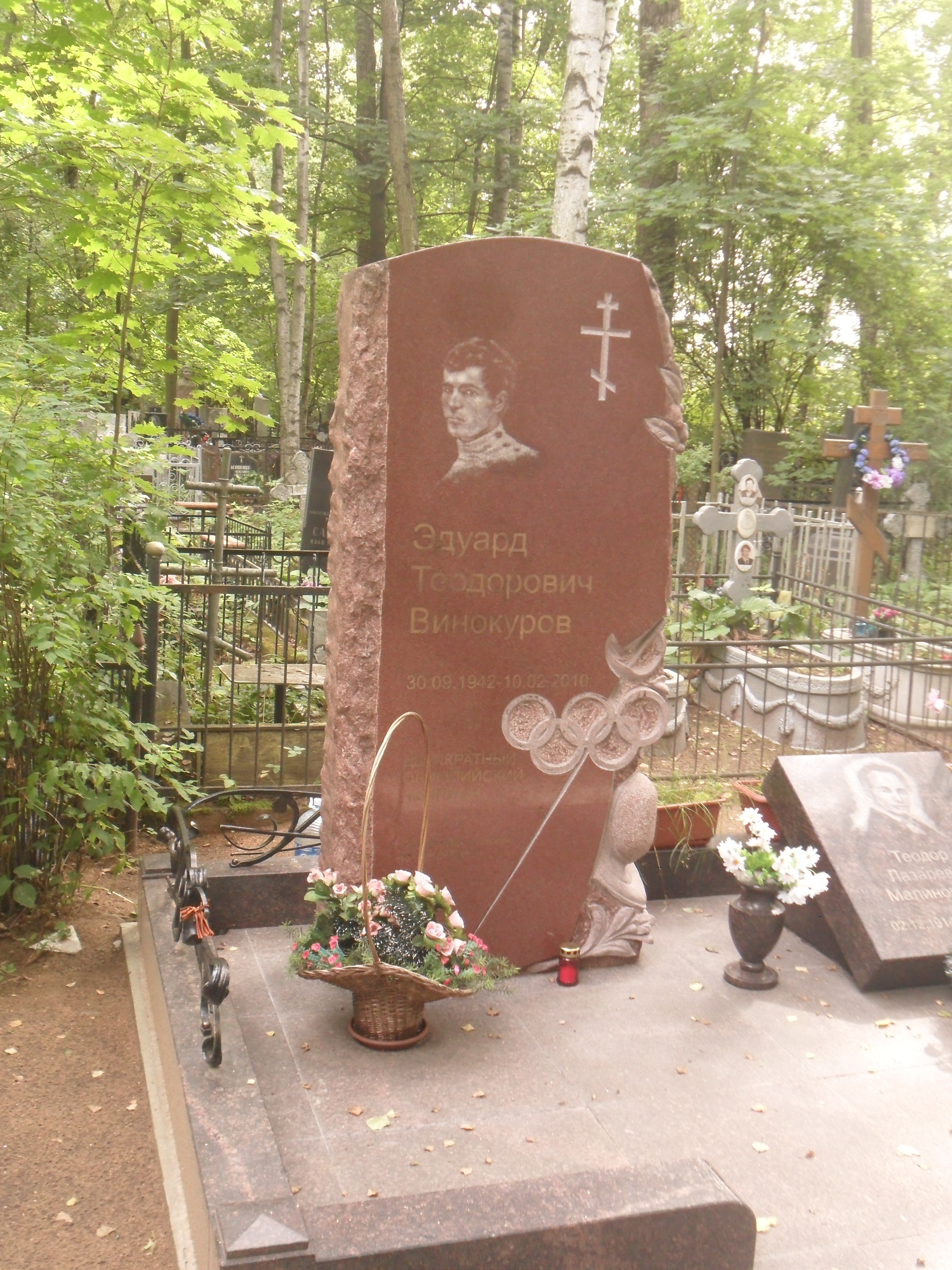
Grabstein Eduard Winokurow

Eduard Teodorowitsch Winokurow (russisch Эдуард Теодорович Винокуров; * 30. Oktober 1942 in Baischansai, Kasachische SSR; † 10. Februar 2010 in Sankt Petersburg) war ein sowjetischer Säbel-Fechter. Er gewann bei drei Olympiateilnahmen zwei Goldmedaillen und eine Silbermedaille. Von 1967 bis 1975 erfocht er sechs Weltmeistertitel.

## Karriere
Winokurow stand bei den Fechtweltmeisterschaften 1966 erstmals in der sowjetischen Mannschaft und gewann die Silbermedaille hinter den Ungarn. Im Jahr darauf gewann er mit der sowjetischen Equipe seinen ersten Weltmeistertitel zusammen mit Mark Rakita, Wladimir Naslymow, Umar Mawlichanow und Boris Melnikow. Im Jahr darauf nahm Winokurow erstmals an Olympischen Spielen teil und gewann mit der Mannschaft in Mexiko-Stadt die Goldmedaille, mit ihm gehörten Rakita, Naslymow, Mawlichanow und Wiktor Sidjak zur Equipe. In der gleichen Besetzung gewann die sowjetische Mannschaft auch bei der Weltmeisterschaft 1969 den Titel. 1970 und 1971 konnten Naslymow, Rakita, Sidjak und Winokurow zusammen mit Sergej Prihogyko den Titel verteidigen.
Seit 1967 hatte die sowjetische Mannschaft nun jeden großen Titel gewonnen, erst im Finale der  Olympischen Spiele 1972 unterlag die Equipe den Italienern, die 1964 und 1968 jeweils die Silbermedaille gewonnen hatten. Auch bei der Weltmeisterschaft 1973 gewann die sowjetische Mannschaft die Silbermedaille, diesmal unterlag die Mannschaft den Ungarn. In der Mannschaft stand 1973 mit Wiktor Krowopuskow ein Fechter, der sich in den kommenden Jahren zum überragenden Säbelfechter entwickelte. Krowopuskow, Naslymow, Sidjak und Winokurow gewannen bei den Weltmeisterschaften 1974 und 1975 den Mannschaftstitel. Zum Abschluss seiner Karriere siegte Winokurow 1976 in Montreal zusammen mit Michail Burzew, Krowopuskow, Naslymow und Sidjak noch einmal bei den Olympischen Spielen, erneut waren im Finale die Italiener der Gegner; Winokurow konnte wie 1968 zwei Gefechte gegen die Italiener gewinnen.
2007 wurde Eduard Winokurow in die International Jewish Sports Hall of Fame aufgenommen.